# Burgstall Traunstein
Der Burgstall Traunstein bezeichnet eine abgegangene Höhenburg auf 610 m ü. NHN in Spornlage im Bürgerwald am südlichen Talhang über dem Ufer der Traun bei Traunstein im Landkreis Traunstein in Bayern. Heute ist die Stelle als Bodendenkmal D-1-8141-0064 „Abschnittsbefestigung ottonischer Zeitstellung und Burgstall des hohen Mittelalters“ vom Bayerischen Landesamt für Denkmalpflege erfasst.

## Geschichte
Diese zweiphasige Befestigung entstand während des Frühmittelalters und wurde als ovale Abschnittsbefestigung mit halbkreisförmiger Wall-Graben-Anlage erbaut. 1978 wurden bei einer archäologischen Grabungssondage zwei Kulturschichten entdeckt, die dabei gefundene Keramik entstammt der ottonischen Zeitrechnung.
Während des Hochmittelalters wurde der Sporn erneut befestigt, es entstand eine Burganlage mit Kernburg und zwei Vorburgen, die durch bis zu 150 Meter lange Wälle und steilwandige Gräben gesichert wurde.
Diese Anlage war wohl im Besitz der Edelfreien Herren von Trune, sie errichteten auch die nördlich gelegene und heute ebenfalls abgegangene Burg Traunstein. Südlich grenzte das Gebiet der Ministerialenfamilie der Herren von Surberg an, sie dienten dem Erzbistum Salzburg. Zu ihrem Besitz gehörte auch die ehemalige Burg Lenzinsberg und weitere Befestigungen um Hochberg.